# أبو العباس عبد الله الثاني
أبو العباس عبد الله الثاني هو عاشر ملوك الدولة الأغلبية ، تولى الحكم من عام 289 هـ \ 902 م إلى وفاته عام 290 هـ \ 27 جويلية 903 م.